# Говорун Наталія Савеліївна
Говорун Наталія Савеліївна (7 січня 1922 — 17 липня 1987) — українська лікарка, Заслужений лікар УРСР.

## Біографія
Закінчила Дніпропетровський медичний інститут.
Під час німецько-радянської війни була санінструкторкою в об'єднанні військ Другого Українського фронту.
У 1948 році приїхала за призначенням працювати у Полонне спочатку педіатром, потім головною лікаркою дитячого будинку. З 1957 по 1984 рр. — головна лікарка районної лікарні.
За її керівництва побудовані: водолікарня, дитяча консультація, добудовані дитяче, терапевтичне і хірургічне відділення, поліклініка Понінківської лікарні, дільничні лікарні та фельдшерсько-акушерські пункти в багатьох селах району. Було впроваджено дільничний метод роботи основних спеціалістів (терапевта, педіатра, гінеколога, хірурга, стоматолога).

## Нагороди
- Заслужений лікар УРСР (1967)
- Орден Жовтневої революції (1976)
- Медаль «За відвагу»
- Орден Червоної Зірки
- Орден Великої Вітчизняної війни

В 2007 році ім'я Наталії Савеліївні присвоєно Полонській районній лікарні.